# Laut Tawar
Laut Tawar is een bestuurslaag in het regentschap Aceh Tenggara van de provincie Atjeh, Indonesië. Laut Tawar telt 449 inwoners (volkstelling 2010).